# Mary Anne Hobbs
Mary Anne Hobbs (* 16. května 1964) je anglická diskžokejka, novinářka a rozhlasová moderátorka. Narodila se ve městě Garstang v hrabství Lancashire. Ve svých devatenácti letech začala psát pro hudební časopis Sounds a později pro NME. Později začala moderovat rozhlasové pořady, pracovala například pro BBC Radio 1, které opustila roku 2010. Později se rozhlasu přestala na čas věnovat, ale již roku 2012 začala moderovat na BBC Radio 6 Music. Rovněž se jako diskžokejka věnuje vystupování na koncertech.